# Sorrento
Sorrento é uma comuna italiana da região da Campania, província de Nápoles, com cerca de 15 659 habitantes. Estende-se por uma área de 9 km², tendo uma densidade populacional de 1 740 hab/km². Faz fronteira com Massa Lubrense, Sant'Agnello.

## Demografia
| Variação demográfica do município entre 1861 e 2011                               |
|                                                                                   |
| Fonte: Istituto Nazionale di Statistica (ISTAT) - Elaboração gráfica da Wikipedia |

## Cultura

### Pessoas ilustres ligadas a Sorrento
- Santo Antão do Deserto, religioso e santo.
- Torquato Tasso (Sorrento 1544 - Roma 1595), poeta italiano.

## Esportes
Em 29 de maio de 1991 a quarta etapa do Giro d'Italia 1991 foi concluída em Sorrento com a vitória do francês Eric Boyer.
Em 7 de maio de 2006 o Sorrento Calcio retorna a série C depois de dezoito anos, vencendo o Scillese por 8-0.
Em 13 de maio de 2007 o Sorrento Calcio a série C1 depois de vinte anos, vencendo o Gela por 2-0.
O time de futebol é o Sorrento Calcio, time da série C2 desde 2006 e que retornou a série C1 no campeonato 2006/07 graças ao enorme esforço dos presidente Giglio e Castellano e dos seus jogadores. Faz parte do time jogadores como Gennaro Ruotolo, que já jogou no Genoa e no Livorno Calcio e Massimo Rastelli, que já foi jogador do Società Sportiva Calcio Napoli.
Todos os anos é o ponto de partida da corrida ciclística Tirreno-Adriatico.